# Бгавана
Бгавана (*ഭാവന, 6 червня 1986  ) — індійська акторка Моллівуду. Також знімається в Толлівуді, Сандалвуді та Коллівуді. Її акторський псевдонім «Бгавана» перекладається з мови малаялам як уява.

## Життєпис
Народилася у родині, наближеної до кіно. Донька Г. Балачадрана Менона, помічника-кінематографіста, та Пушпи. При народженні отримала ім'я Картіка. З 5 років мріяла бути актрисою. Навчалася у вищій школі в Чембуккаву. Тут перший запис для кіностудії зробив її брат Джадев.
Дебютувала в 2002 році у фільмі «Nammal» («Ми»), який став бестселером. Крім кіно на малаялам, знімалася у фільмах на телугу, тамілі і каннада. У Кералі Бгавана отримала безліч призів, зокрема Національну премію за найкращий дебют. У той час вона тільки перейшла в 11-й клас.
Вона працювала з такими відомими акторами Моллівуду, як Моханлал, Маммутті, Суреш Гопі, Діліп, Джарам, Прітвірадж, Кунчако Бобан, Джасур'я. Її кар'єра в фільмах малаяламом стрімко злетіла вгору в 2003 році. Втім уже наступного року відбувся спад у творчості: в цьому році не вийшло жодного хіта з її участю, а її фільми не користувалися успіхом.
Проте з 2005 року знову почався підйом. Глядачі дуже гарно сприйняли нові ролі молодої акторки. У 2006 році її фільми «Chinthamani Kolacase» (перше в Коллівуді), «Kisan», «Daivanamathil» були відзначені дуже високо. З 2007 року Бхавана сконцентрувалася на тамільських фільмах. Пізніше вона відмінно спрацювалася з акторами Мадхаваном, Джаямом Раві, Бхаратом і Шрікантом.
У 2008 році вперше зіграла у фільмі мовою телугу на Толлівуді. З 2010 року також стала зніматися в Сандалвуді, де першою кінострічкою мовою каннада була «Джекі», що відразу стала блокбастером. Після цього фільм було дубльовано мовами малаялам й телугу. Разом з тим протягом 2011—2013 роках знялася 5 фільмах, що стали хітами.

## Нагороди
- 2002 рік — Kerala State Film Special Jury Award — спеціальний приз журі
- 2002 рік — Asianet Award — за найкращу жіночу роль другого плану
- 2005 рік — Kerala State Film Award — за найкращу жіночу роль
- 2005 рік — Asianet Award — за найкращу жіночу роль другого плану
- 2005 рік — Filmfare Award — за найкращий дебют в тамільською кіно
- 2005 рік — Filmfare Award — за найкращу жіночу роль в тамільською кіно
- 2006 рік — Filmfare Awards South — за найкращу жіночу роль
- 2006 рік — Sathyan Award — за найкращу жіночу роль в тамільському кіно

## Фільмографія
| Рік  | Назва фільму                         | Роль                | Мова             |
| ---- | ------------------------------------ | ------------------- | ---------------- |
| 2002 | Nammal                               | Парімалам           | малаялам         |
| 2003 | Хронічний холостяк                   | Садхія              | малаялам         |
| 2003 | Thilakkam                            | Гаурі               | малаялам         |
| 2003 | C.I.D. Moosa                         | Міна                | малаялам         |
| 2003 | Ivar                                 | Нандіна             | малаялам         |
| 2003 | Swapnakoodu                          | Падма               | малаялам         |
| 2003 | Valathottu Thirinjal Nalamathe Veedu | Сангітха Варма      | малаялам         |
| 2004 | Parayam                              | Судха               | малаялам         |
| 2004 | Chathikkatha Chanthu                 | Індіра              | малаялам         |
| 2004 | Молодіжний фестиваль                 | Парваті             | малаялам         |
| 2004 | Стежка до водопою                    | Запрошена зірка     | малаялам         |
| 2004 | Amrutham                             | Мрідула             | малаялам         |
| 2005 | Bunglavil Outha                      | Гаятрі              | малаялам         |
| 2005 | Hridayathil Sookshikkan              | Амріта              | малаялам         |
| 2005 | Поліція                              | Сетхулакшмі         | малаялам         |
| 2005 | Daivanamathil                        | Саміра              | малаялам         |
| 2005 | Chanthupottu                         | Роза                | малаялам         |
| 2005 | Naran                                | Ліла                | малаялам         |
| 2005 | Автобусний кондуктор                 | Суганді             | малаялам         |
| 2006 | Chithiram Pesuthadi                  | Чарумута            | тамілі           |
| 2006 | Chinthamani Kolacase                 | Чінтхамана Варієр   | малаялам         |
| 2006 | Kisan                                | Радхіка             | малаялам         |
| 2006 | Kizhakku Kadalkarai Salai            | Прія                | тамілі           |
| 2006 | Veyil                                | Мінакша             | тамілі           |
| 2007 | Deepavali                            | Суса                | тамілі           |
| 2006 | Koodal Nagar                         | Манімекалая         | тамілі           |
| 2007 | Chotta Mumbai                        | Латхі               | малаялам         |
| 2007 | Arya                                 | Діпіка              | тамілі           |
| 2007 | Rameswaram                           | Васантха            | тамілі           |
| 2008 | Vaazhthugal                          | Каялвізхі           | тамілі           |
| 2008 | Ontari                               | Буджа               | телугу           |
| 2008 | Mulla                                | Запрошена зірка     | малаялам         |
| 2008 | Jayamkondaan                         | Аннапурана          | тамілі           |
| 2008 | Герой                                | Крішнавена          | телугу           |
| 2008 | Двадцять:20                          | Ашватхі Намбіар     | малаялам         |
| 2008 | Льодяник                             | Розабелла           | малаялам         |
| 2009 | Перезавантаження Сагара Ал'яса Джекі | Ааратха Менон       | малаялам         |
| 2009 | Зима                                 | Шияма Рамдас        | малаялам         |
| 2009 | Робін Гуд                            | Рупа                | малаялам         |
| 2009 | Махатма                              | Крішнавена          | телугу           |
| 2010 | Щасливі чоловіки                     | Крішненду Мукундхан | малаялам         |
| 2010 | Aasal                                | Сулабхі Піллаї      | тамілі           |
| 2010 | Джекі                                | Лакшмі              | каннада          |
| 2010 | Marykkundoru Kunjaadu                | Мері Іттічан        | малаялам         |
| 2011 | Kudumbasree Travels                  | Асваті              | малаялам         |
| 2011 | Метро                                | Анупама             | малаялам         |
| 2011 | Vishnuvardhana                       | Бхараті             | каннада          |
| 2011 | Oru Marubhoomikkadha                 | Еліана              | малаялам         |
| 2012 | Nippu                                | Вайшнаві            | телугу           |
| 2012 | Ozhimuri                             | Баламані            | малаялам         |
| 2012 | Ромео                                | Шруті               | каннада          |
| 2012 | Trivandrum Lodge                     | Малавіка            | малаялам         |
| 2012 | Yaare Koogadali                      | Бхараті             | каннада          |
| 2013 | Topiwala                             | Суман беді          | каннада          |
| 2013 | Баччан                               | Ашвіні              | каннада          |
| 2013 | Медова бджілка                       | Ангел               | малаялам         |
| 2013 | Ezhamathe Varavu                     | Бхану               | малаялам         |
| 2014 | Політехніка                          | Ашваті Наїр         | малаялам         |
| 2014 | Koothara                             | Сваті               | малаялам         |
| 2014 | Сердиті діти в любові                | Сарах               | малаялам         |
| 2015 | Митрі                                | Бгавана (сама себе) | малаялам/каннада |
| 2015 | Ivide                                | Рошні Матев         | малаялам         |
| 2015 | Відкрий свій розум                   | Сандх'я             | малаялам         |
| 2015 | Кохінур                              | Лілі                | малаялам         |
| 2016 | Привіт Намасте                       | Прія                | малаялам         |
| 2016 | Mukunda Murari                       | Рукміні             | каннада          |
| 2016 | Kuttikalundu Sookshikkuka            | Шахіда Гаутам       | малаялам         |
| 2017 | Чоука                                | Бхуміка             | каннада          |
| 2017 | Медова бджілка 2: Свята              | Ангел               | малаялам         |
| 2017 | Пригоди Оманаккуттана                | Палаві              | малаялам         |
| 2017 | Адам                                 | Шветха              | малаялам         |